# Александрія (Шотландія)
Алекса́ндрія (англ. Alexandria) — місто на заході Шотландії, в області Західний Данбартоншир.
Населення міста становить 13 210 осіб (2006).

## Спорт
У місті базується футбольний клуб «Вейл оф Левен», що грає на стадіоні Мілбурн Парк. Він був одним із найсильніших шотландських клубів на початку історії шотландського футболу, тричі поспіль ставав володарем кубку Шотландії (1877, 1878 та 1879 років), а також був одним із засновників Шотландської футбольної ліги.
Також в Александрії народився Гордон Рейд, який чотири рази ставав переможцем Вімблдонського турніру в чоловічому парному розряді серед людей на інвалідних візках (2016, 2017, 2018 та 2021), виступаючи у парі з Алфі Г'юеттом. Також він тричі програвав у фіналі турніру (2015, 2019 та 2022).